# 托托拉 (奧魯羅省)
托托拉（西班牙語：Totora），是玻利維亞西部奧魯羅省圣佩德罗-德托托拉县的市鎮，并为该县的县府所在地。海拔高度4,023米，每年平均降雨量約330毫米。市镇面积为1,487平方公里，2012年人口数量为5,531人。